# Metrologia historyczna
Metrologia historyczna – nauka o stosowanych w przeszłości systemach miar i wag.
Przedmiotem metrologii są zarówno jednostki miar, jak i systemy mierzenia, a także narzędzia czy sposoby mierzenia. Jednym z zadań metrologii historycznej jest umożliwienie przeliczenia miar określonych w źródłach historycznych na jednostki stosowane w okresie życia badaczy.